# Il lato ruvido
Il lato ruvido è l'undicesimo album in studio del gruppo punk lombardo Punkreas, pubblicato nel 2016.

## Tracce
1. Salta
2. Mediterraneo Coast to Coast
3. Dal tramonto all'alba
4. In fuga (feat. Lo Stato Sociale)
5. Mi piace
6. Il lato ruvido
7. 800588605
8. E tu cosa vuoi?
9. Modena – Milano (feat. Modena City Ramblers)
10. Condannato alla realtà
11. Va bene così (feat. Shiva)
12. Picchia più duro

## Formazione
- Cippa – voce
- Paletta – basso
- Noyse – chitarra
- Gagno – batteria
- Endriù – chitarra